# Prvenstvo Splitskog nogometnog podsaveza 1920./21.
Pokal ili Prvenstvo Splitskog nogometnog podsaveza 1920./21. bilo je drugo po redu nogometno natjecanje u organizaciji Splitskog nogometnog podsaveza. Prvenstvo je započelo 3.listopada 1920. utakmicom Hajduk - Jug. Natjecanje je završeno u proljeće 1921. godine po dvostrukom bod sustavu. U prvenstvu je sudjelovalo pet momčadi. Prvakom je postala momčad Hajduka koja je pobijedila u svih 8 odigranih utakmica.
| Poredak | Klub             | Utakmica | Pobjeda | Neodlučeno | Poraza | Postigli golova | Primili golova | Gol-razlika | Bodova |
| ------- | ---------------- | -------- | ------- | ---------- | ------ | --------------- | -------------- | ----------- | ------ |
| 1.      | HNK Hajduk Split | 8        | 8       | 0          | 0      | 37              | 4              | +33         | 16     |
| 2.      | Jug              | 8        | 6       | 0          | 2      | 21              | 10             | +11         | 12     |
| 3.      | Borac            | 8        | 2       | 1          | 5      | 11              | 20             | -9          | 5      |
| 4.      | Split            | 8        | 2       | 1          | 5      | 11              | 29             | -18         | 5      |
| 5.      | Uskok            | 8        | 1       | 0          | 7      | 6               | 23             | -17         | 2      |

## Utakmice
Hajduk - Jug 5:1
Natjecanje: Prvenstvo Splitskog nogometnog podsaveza
- Mjesto i datum: Split, 3.10.1920.
- Sezona: 1920./21.
- Sastav Hajduka: L. Kaliterna, Dujmović, Šuste, Borovčić Kurir, Pilić, J. Rodin, Kaštelica, Šitić, Tagliafero, Gazdić, Radić
- Strijelaci: Gazdić (3), Radić i Tagliafero.
- Treneri u sezoni: Frano Zoubek i Franz Mantler.

Uskok - Hajduk 0:6
- Natjecanje: Prvenstvo Splitskog nogometnog podsaveza
- Mjesto i datum: Split, 10.10.1920.
- Sezona: 1920./21.
- Sastav Hajduka: L. Kaliterna, Dujmović, Šuste, Mihaljević, J. Rodin, Kaštelica, Tagliaferro, Šitić, Hochmann, Borovčić Kurir, Radić.
- Strijelai: Borovčić Kurir (2), Šitić i Hochmann.
- Treneri u sezoni: Frano Zoubek i Franz Mantler.

Hajduk - Borac 2:0
- Natjecanje: Prvenstvo Splitskog nogometnog podsaveza
- Mjesto i datum: Split, 7.11.1920.
- Sezona: 1920./21.
- Sastav Hajduka: L. Kaliterna, Dujmović, Šuste, Borovčić Kurir, Mihaljević, J. Rodin, Hochmann, Tagliafero, Radić, Gazdić, Zelić
- Strijelci: Hochmann i Tagliaferro.

Split - Hajduk 1:6
- Natjecanje: Prvenstvo Splitskog nogometnog podsaveza
- Mjesto i datum: Split, 21.11.1920.
- Sezona: 1920./21.
- Sastav Hajduka: M. Rodin, Dujmović, K. Bonačić, Pilić, J. Rodin, Mihaljević, Žaja, Šuste, Hochmann, Zelić, Tagliafero.
- Strijelci: Zelić (4), Žaja i Hochmann.

Trener(i) u sezoni: Frano Zoubek i Franz Mantler.
Borac - Hajduk 0:4
- Natjecanje: Prvenstvo Splitskog nogometnog podsaveza
- Mjesto i datum: Split, 5.3.1920.
- Sezona: 1920./21.
- Sastav Hajduka: M. Rodin, Dujmović, K. Bonačić, Pilić, J. Rodin, Kaštelica, Mihaljević, M. Bonačić, Radić, Hochmann, Tagilafero.
- Strijelci: M. Bonačić, Radić, Pilić i Tagliefero.
- Treneri u sezoni: Frano Zoubek i Franz Mantler.

Jug - Hajduk 0:3
- Natjecanje: Prvenstvo Splitskog nogometnog podsaveza
- Mjesto i datum: Split, 13.3.1921.
- Sezona: 1920./21.
- Sastav Hajduka: L. Kaliterna, Dujmović, Šuste, K. Bonačić, Pilić, J. Rodin, Mihaljević, Zelić, Tagliafero, Hochmann, Radić.
- Strijelci: Radić, Pilić i Tagliafero
- Treneri u sezoni: Frano Zoubek i Franz Mantler.

Hajduk - Uskok 3:0
- Natjecanje: Prvenstvo Splitskog nogometnog podsaveza
- Mjesto i datum: Split, 3.4.1921.
- Sezona: 1920./21.
- Sastav Hajduka: M. Rodin, Dujmović, Šuste, Bulat, Borovčić Kurir, Mihaljević, Zelić, Tagliaferro, Hochmann, Šitić, Radić.
- Strijelci: Tagliaferro, Šitić i Hochmann.
- Treneri u sezoni: Frano Zoubek i Franz Mantler.

Hajduk - Split 8:2
- Natjecanje: Prvenstvo Splitskog nogometnog podsaveza
- Mjesto i datum: Split, 10.4.1921.
- Sezona: 1920./21.
- Sastav Hajduka: L. Kaliterna, Dujmović, Šuste, Šitić, Hochmann, Tagliafero, Mihaljević, A. Kaliterna, Borovčić Kurir, Radić, Zelić.
- Strijelci: Hochmann (5), Tagliaferro (2) i Borovčić Kurir.
- Trener(i) u sezoni: Frano Zoubek i Franz Mantler.

### Igrači po nastupima
- Petar Dujmović 8 nastupa
- Frane Tagliafero 8 nastupa
- Ivo Šuste 7 nastupa
- Vinko Radić 7 nastupa
- Mirko Mihaljević 7 nastupa
- Ernest Hochmann 7 nastupa
- Janko Rodin 6 nastupa
- Luka Kaliterna 5 nastupa
- Mihovil Borovčić Kurir 5 nastupa
- Ante Zelić 5 nastupa
- Miho Pilić 4 nastupa
- Božidar Šitić 4 nastupa
- Mile Kaštelica 3 nastupa
- Miloš Rodin 3 nastupa
- Krunoslav Bonačić 3 nastupa
- Nikola Gazdić 2 nastupa
- Zvonimir Žaja 1 nastup
- Mirko Bonačić 1 nastup
- Josip Bulat 1 nastup
- Ante Kaliterna 1 nastup

### Strijelci
- Ernest Hochmann 9 zgoditaka
- Frane Tagliafero 7 zgoditaka
- Ante Zelić 4 zgoditka
- Nikola Gazdić 3 zgoditka
- Vinko Radić 3 zgoditka
- Mihovil Borovčić Kurir 3 zgoditka
- Božidar Šitić 2 zgoditka
- Miho Pilić 2 zgoditka
- Zvonimir Žaja 1 zgoditak
- Mirko Bonačić 1 zgoditak